# I Still Believe (Mariah Carey)
I Still Believe è una ballata-pop scritta da Antonina Armato e Beppe Cantarelli, ed originariamente registrata dalla cantante Brenda K. Starr nel 1988.
Nel 1998 Mariah Carey produsse una cover del brano, insieme a Stevie J e Mike Mason per il suo ottavo album, #1's. Il brano fu pubblicato come secondo singolo dell'album nel 1999. In seguito la Carey registrò nuovamente il brano come tributo alla Starr, per la quale aveva cantato come corista nei primi anni ottanta.
A differenza del precedente singolo estratto da #1's When You Believe, I Still Believe ebbe più successo negli Stati Uniti che nel resto del mondo, giungendo alla posizione numero quattro della Billboard Hot 100, dove ottenne anche un disco di platino.

## Il video
Il video prodotto per I Still Believe è stato diretto da Brett Ratner, ed è ispirato alla famosa esibizione di Marilyn Monroe, in visita alle truppe statunitensi in Corea nel 1953. Nel video, la Carey (truccata e vestita come la Monroe, e con le movenze ispirata a quelle di Judy Garland), è in visita in una base militare americana, e si esibisce su un palco, di fronte ai soldati.

## Tracce
CD Maxi Single
1. I Still Believe / Pure Imagination (Damizza Reemix) (4:32)
2. I Still Believe (Stevie J. Remix) (5:04)
3. I Still Believe (Stevie J. Remix) (Clean) (5:00)

## Versioni ufficiali e remix
- I Still Believe [Album Version] 3:56
- I Still Believe [Stevie J. Clean Mix] (feat. Mocha & Amil)
- I Still Believe [The Eve Of Souls Mix – UK Edit] *:85
- I Still Believe [Morales' Classic Club Mix] 9:06
- I Still Believe [The Eve Of Souls Mix] 10:54

- I Still Believe [The Kings Mix] 8:05
- I Still Believe [Classic Club Mix Edit] 3:52
- I Still Believe [The Kings Mix Instrumental] 8:05
- I Still Believe/Pure Imagination 4:07 (feat. Krayzie Bone)
- I Still Believe/Pure Imagination [Damizza Reemix] 4:33 (feat. Krayzie Bone & Da Brat)

## Classifiche
| Classifica(1999)                                | Posizione più alta |
| ----------------------------------------------- | ------------------ |
| U.S. Billboard Hot 100                          | 4                  |
| U.S. Billboard Hot R&B/Hip-Hop Singles & Tracks | 3                  |
| U.S. Billboard Adult Contemporary               | 8                  |
| U.S. Billboard Hot Dance Music/Club Play        | 1                  |
| U.S. Billboard Top 40 Tracks                    | 20                 |
| U.S. Billboard Mainstream Top 40                | 21                 |
| U.S. Billboard Rhythmic Top 40                  | 8                  |
| U.S. ARC Weekly Top 40                          | 3                  |
| Brasile                                         | 2                  |
| Canadian Singles Chart                          | 9                  |
| Italia                                          | 14                 |
| Spagna                                          | 14                 |
| Regno Unito                                     | 16                 |
| Svizzera                                        | 31                 |
| Francia                                         | 33                 |
| Australia                                       | 54                 |
| Germania                                        | 58                 |